# Veine intervertébrale
La veine intervertébrale (ou foraminale) accompagne le nerf rachidien à travers le foramen intervertébral ; elles drainent les veines de la moelle épinière ainsi que les plexus vertébraux externes et internes.
Leur drainage dépend de la partie du corps : 
- Cou : veine vertébrale
- Thorax : veines intercostales postérieures
- Région lombaire : veines lombaires
- Région sacrée : veines sacrales latérales

Leurs orifices sont munis de valvules.